# Chudzewo
Chudzewo – wieś w Polsce położona w województwie kujawsko-pomorskim, w powiecie lipnowskim, w gminie Dobrzyń nad Wisłą.

## Podział administracyjny
Do roku 1954 miejscowość znajdowała się na terenie gminy Chalin. W latach 1975–1998 miejscowość administracyjnie należała do województwa włocławskiego.

## Demografia
W Chudzewie mieszka około 50 osób.

## Historia
Na terenie Chudzewa stał dworek, który został rozebrany około w latach 50-60 XX w.